# Чананка
Чананка — река на полуострове Камчатка. Протекает по территории Тигильского района Камчатского края России.
Длина реки — 82, площадь бассейна 852 км². Берёт исток с западных склонов горы Буканя, протекает в основном в меридиональном направлении до впадения в реку Хайрюзова справа.
Гидроним имеет ительменское происхождение, от него произошло корякское название Чаныӈ.

## Притоки
Объекты перечислены по порядку от устья к истоку, км от устья (← левый приток | → правый приток | — объект на реке):
- (? км): ← Тучный
- (? км): → Бутылка[7]
- (? км): ← Тополец[8]
- (? км): → Тальничная[4]
- (39 км): → Тополовая[3]
- (? км): ← Вязкий[9]
- (57 км): → Шумный[3]
- (? км): → Бурный
- (? км): → Кладовой[9]

По данным государственного водного реестра России относится к Анадыро-Колымскому бассейновому округу.